# CyberLink MediaShow
CyberLink MediaShow é um software para organizar, editar e compartilhar fotos e vídeos, publicados por CyberLink Corporation. MediaShow permite aos usuários importar arquivos de vídeo e fotos de câmeras digitais, telefones e filmadoras. Seus principais concorrentes são Arcsoft MediaImpression, Adobe Bridge, Roxio Creator e Picasa. O programa também se assemelha, mas não competir diretamente com a Apple iPhoto. MediaShow pode ser comprado online ou em lojas de informática populares de varejo.

## Histórico da Versão
MediaShow 3 permitiu a criação de slideshows de fotos e a opção para editar fotos usando auto-correções ou manualmente.
MediaShow  4 introduziu uma série de atualizações significativas. Novos recursos incluindo ferramentas de edição de vídeo com auto-correções iluminação reforçada. Gerenciamento de fotos com as características de marcação faz busca de arquivos mais fácil do que nas versões anteriores e, além disso há a opção de enviar fotos para o Flickr ou vídeos no YouTube, tudo diretamente da interface do programa.
MediaShow Espresso também faz parte da família MediaShow no entanto só incide sobre as conversões de vídeo. Espresso converte uma grande variedade de formatos de vídeo e suporta processadores Intel Core i7, a NVIDIA CUDA, e ATI Stream. Esta tecnologia permite a conversão de vídeo mais rápidos.

## Versão Atual
A mais recente versão, 5 apresenta a adição de detecção de face e tecnologia de reconhecimento facial, conversões de vídeo e a opção de fazer upload de fotos para o Facebook.